# Józef Unrug

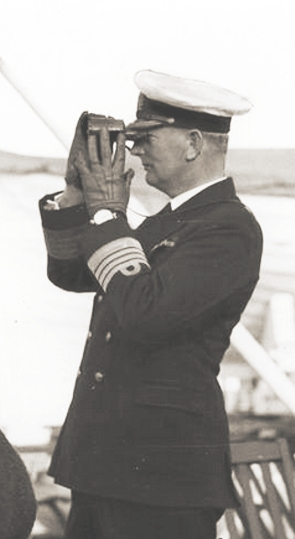
Józef Unrug 1930 als Komandor (Kapitän zur See)

Józef Unrug, geboren als Joseph Michael Hubert von Unruh (* 7. Oktober 1884 in Brandenburg an der Havel; † 28. Februar 1973 in Lailly-en-Val bei Beaugency, Frankreich) war ein hoher polnischer Marineoffizier deutscher Herkunft und zwischen 1925 und 1939 Chef der Polnischen Marine.

## Leben
Joseph Michael Hubert von Unruh (seit 1919, als Józef Unrug) entstammte einer preußischen Offiziersfamilie, die aus einem im 17. Jahrhundert polonisierten Zweig des deutsch-schlesischen Adelsgeschlechts Unruh hervorgegangen war. Sein Vater war Generalmajor Thaddäus Gustav von Unruh (1834–1907). Nach dem Besuch eines Gymnasiums in Dresden besuchte Unrug eine Kadettenanstalt und trat am 6. April 1904 als Seekadett in die Kaiserliche Marine ein. Als Oberleutnant zur See (seit 22. März 1910) erfolgte seine Verwendung an Bord des Großlinienschiffes Friedrich der Große, wo er auch nach Ausbruch des Ersten Weltkriegs verblieb. Nach einer U-Boots-Ausbildung erfolgte seine Versetzung zur U-Boot-Waffe und er kommandierte in der Folge UB 25, UC 11 und UC 28.
Nach Kriegsende schied Unrug aus der Kaiserlichen Marine aus und trat der neu gegründeten polnischen Armee bei, die ihn schon bald zur Marine kommandierte. Zuerst diente er in der hydrologischen Abteilung der Marine und erhielt später das Kommando über eine U-Boot-Flottille. Unrug machte schnelle Karriere und wurde bald zum Konteradmiral befördert. Obwohl er Probleme mit der polnischen Sprache hatte, wurde Unrug 1925 zum Chef der Polnischen Marine ernannt. Er war der zweithöchste Marineoffizier in Polen und leitete direkt die Kriegsflotte. Sein Hauptsitz als Flottenchef war in Gdynia, dann in Hel.
Kurz vor Beginn des Zweiten Weltkrieges befahl er den zunächst umstrittenen Peking-Plan. Er ließ noch vor Beginn der Kampfhandlungen die drei kampfstärksten polnischen Überwassereinheiten nach Großbritannien bringen. Zugleich ließ er die Danziger Bucht verminen und durch U-Boote überwachen. (→Plan Worek) Da die Wehrmacht keine Seelandungen versuchte, lief die Verminung ins Leere und erwies sich als Fehlschlag. Die verbliebenen polnischen Überwassereinheiten konnten sich zwar anfangs erfolgreich gegen die Kriegsmarine behaupten, wurden aber innerhalb von drei Tagen durch die weit überlegene Luftwaffe vollständig vernichtet, was ein Indiz dafür ist, dass Unrugs Befehl zur Rettung der großen Überwassereinheiten die strategisch richtige Entscheidung war. Unter dem Kommando von Unrug konnten die Marineeinheiten aber noch einige Landbasen halten. Erst nach dem Fall von Warschau (28. September) und der Festung Modlin (29. September) gab Unrug den Abwehrkampf auf und befahl am 1. Oktober 1939 die Kapitulation der abgeschnittenen Stellungen auf Hela. Er wurde von Kapitän zur See Kurt Utke, den er aus der Kaiserlichen Marine kannte, auf dem Linienschiff Schlesien nach Swinemünde gebracht und ging wie über 900.000 andere polnische Soldaten in Kriegsgefangenschaft.

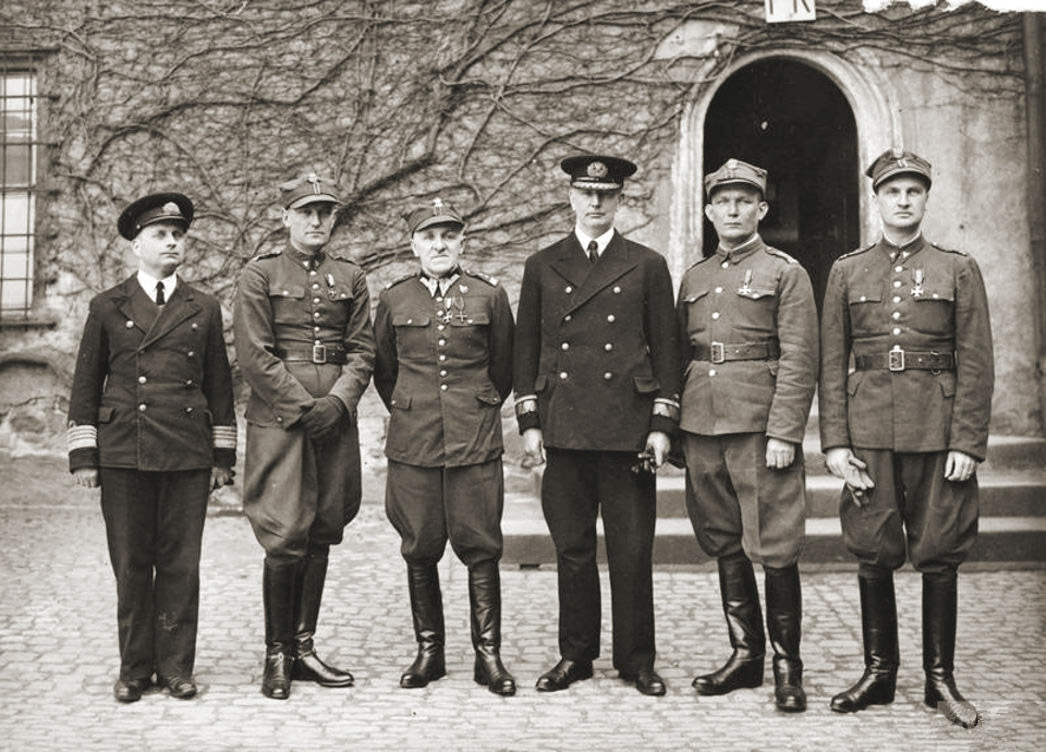
Admiral und Chef der polnischen Marine Józef Unrug (4 von links), Konteradmiral Marian Majewski, Oberst Władysław Koslowski, General Tadeusz Piskor, Oberst Mieczysław Mozdyniewicz, Oberst Anthony Trzaska-Durski im Kriegsgefangenenlager im Schloss Colditz

Den Rest des Krieges verbrachte Unrug in verschiedenen deutschen Kriegsgefangenenlagern, unter anderem dem Oflag X-B in Nienburg/Weser. Die deutschen Militärs versuchten den hochrangigen aus Deutschland stammenden alten Kameraden und Träger des Eisernen Kreuzes mehrfach zum Seitenwechsel zu bewegen, was sicherlich ein großer propagandistischer Erfolg gewesen wäre. Hohe Partei-Funktionäre und ehemalige Waffenbrüder aus dem Ersten Weltkrieg besuchten ihn mehrfach. Unrug verweigerte nicht nur die Zusammenarbeit, sondern demonstrativ sogar die Benutzung der deutschen Sprache, obwohl es die Sprache war, die er am besten beherrschte. Er bestand bei Verhandlungen mit deutschen Offizieren auf der Anwesenheit eines Dolmetschers. Er äußerte, dass er die deutsche Sprache im September 1939 „vergessen“ habe.
Nach seiner Befreiung durch US-amerikanische Soldaten ging Unrug nach Großbritannien und diente dort in der polnischen Marine. Nach der Auflösung der polnischen Marine im Westen 1947 blieb Unrug in Großbritannien und lebte später in Frankreich.
Józef Unrug starb am 28. Februar 1973 im Alter von 88 Jahren in einem Heim für polnische Veteranen in Lailly en Val nahe Beaugency in Frankreich.

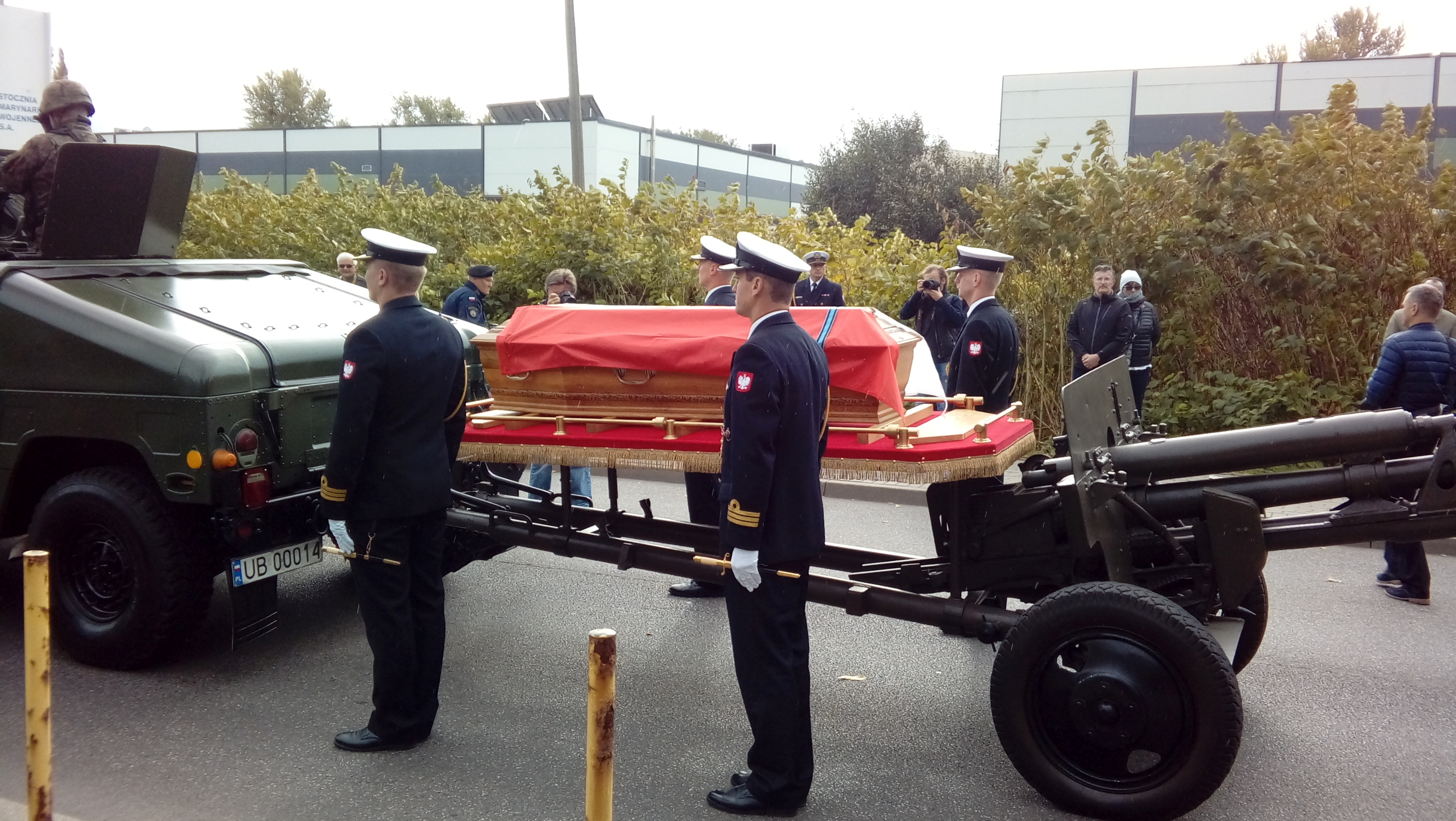
Unrugs Überführung und Bestattung in Polen im Jahre 2018, Gdynia-Oksywie

1976 wurde in Gdynia-Oksywie eine Gedenktafel für Józef Unrug enthüllt. Erst 2018 wurde seine Asche nach Polen überführt.

## Karriere
| Kaiserliche Marine - Leutnant zur See – 1907 - Oberleutnant zur See – 1909 - Kapitänleutnant – 1915 | Polnische Marine - kapitan marynarki / Kapitänleutnant – 1919 - komandor podporucznik / Korvettenkapitän – 1921 - komandor porucznik / Fregattenkapitän – 1923 - komandor / Kapitän zur See – 1926 - kontradmirał / Konteradmiral – 1933 - wiceadmirał / Vizeadmiral – 1947 |

## Auszeichnungen
- Virtuti Militari in Gold (höchste militärische Auszeichnung Polens)
- Polonia Restituta (Orden der Wiedergeburt)
- Krzyż Zasługi z Mieczami in Gold (Verdienstkreuz mit Schwertern)
- Verdienstkreuz der Republik Polen in Gold
- Eisernes Kreuz (1914) II. und I. Klasse
- Großoffizier der französischen Ehrenlegion